# Ozarba partita
Ozarba partita är en fjärilsart som beskrevs av Paul Mabille 1880. Ozarba partita ingår i släktet Ozarba och familjen nattflyn. Inga underarter finns listade i Catalogue of Life.